# Reinhard Diestel
Reinhard Diestel (né en 1959) est un mathématicien allemand qui travaille en théorie des graphes.

## Biographie
De 1983 à 1986, Diestel est boursier et lauréat du prix J. T. Knight (1985) au Trinity College de l'Université de Cambridge, où il obtient son doctorat en 1986 sous la direction de Béla Bollobás (Simplicial Decompositions and Universal Graphs). Il est ensuite fellow au St John's College de Cambridge jusqu'en 1990. En 1987, il soutient son habilitation à l'université de Hambourg.
Il mène ensuite des recherches aux États-Unis et à l'Université de Bielefeld et est boursier Heisenberg à l'université d'Oxford en 1993-94. De 1994 à 1996, il est professeur à la TU Chemnitz. Il est professeur à Hambourg depuis 1996.
Diestel est connu comme l'auteur d'un ouvrage standard sur la théorie des graphes.

## Publications (ouvrages)
- Graph Theory, Springer-Verlag, Heidelberg, coll. « Graduate Texts in Mathematics » (no 173), 2016, 447 p. (ISBN 978-3-662-53621-6 et 978-3-96134-005-7, lire en ligne).
- Graph Decompositions : a study in infinite graph theory, Oxford University Press, 1990, 242 p. (ISBN 0-19-853210-5).
- Reinhard Diestel (éditeur), Directions in Infinite Graph Theory and Combinatorics, Elsevier - North Holland, coll. « Topics in Discrete Mathematics » (no 3), 1992, 385 p. (ISBN 0444894144).